# Pezodontina pleuralis
Pezodontina pleuralis är en tvåvingeart som beskrevs av James 1949. Pezodontina pleuralis ingår i släktet Pezodontina och familjen vapenflugor. Inga underarter finns listade i Catalogue of Life.